# Großer Preis von Belgien 1956
Der Große Preis von Belgien 1956 (offiziell XVIII Grote Prijs Van Belgie) fand am 3. Juni auf dem Circuit de Spa-Francorchamps in Spa statt und war das vierte Rennen der Automobil-Weltmeisterschaft 1956.

## Bericht

### Hintergrund
Vier Tage nach dem Indianapolis 500 fand der Große Preis von Belgien statt. Die erste Saisonhälfte wurde von den italienischen Teams Ferrari und Maserati dominiert, in der Fahrerwertung führte Jean Behra knapp mit einem Punkt vor Juan Manuel Fangio und mit zwei Punkten vor Stirling Moss.
Beide Topteams gingen mit jeweils fünf Fahrern an den Start. Ferrari setzte neben seinen Stammpiloten Fangio, Eugenio Castellotti und Peter Collins zwei Wagen für die belgischen Lokalmatadoren Paul Frère und André Pilette ein. Für Frère war dies seine letzte Grand Prix Teilnahme. Für Maserati gingen neben den Stammfahrern Behra, Moss und Cesare Perdisa noch Chico Godia und Mike Hawthorn ins Rennen. Hawthorn fuhr dieses Rennen für Maserati, da das Team B.R.M. nicht am Rennen teilnahm. Auch Gordini fehlte bei diesem Grand Prix, wodurch das Fahrerfeld mit 15 gemeldeten Fahrern erneut relativ klein war.
Vanwall startete wie beim Großen Preis von Monaco mit Maurice Trintignant und Harry Schell. Vier Fahrer starteten zusätzlich mit privaten Wagen, unter anderem Piero Scotti, der in einem Connaught Type B seinen einzigen Formel-1-Grand-Prix bestritt.
Mit Fangio nahm ein ehemaliger Sieger des Rennens teil. Fangio gewann das Rennen in den beiden vorhergehenden Jahren und insgesamt dreimal. Ferrari war zuvor bereits zwei Mal auf dieser Strecke erfolgreich, Maserati gelang ein Sieg.

### Training
Das Training wurde wie beim Großen Preis von Argentinien und beim Großen Preis von Monaco zuvor von Fangio dominiert. Er sicherte sich mit über fünf Sekunden Vorsprung auf Moss die dritte Pole-Position der Saison. Teamkollege Collins qualifizierte sich auf Platz drei, dahinter lag der Fahrerwertungsführende Behra im zweiten Maserati. Die ersten vier Positionen waren damit gleichmäßig zwischen Ferrari und Maserati aufgeteilt.
Hinter Castellotti auf Startplatz fünf qualifizierten sich beide Vanwall. Das Team bestätigte damit seine guten Trainingsleistungen der ersten beiden Saisonrennen und zeigte, dass ihr Wagen konkurrenzfähig ist. Frère im Ferrari und Perdisa und Louis Rosier komplettierten die Top zehn der Startaufstellung. Luigi Villoresi, der für die Scuderia Centro Sud in einem Maserati startete, qualifizierte sich auf Platz elf, Godia und Pilette platzierten sich auf die letzten Plätze mit einem großen Zeitabstand zu ihren jeweiligen Teamkollegen.
Alle Trainingszeiten, aus denen die Startaufstellung resultierte, wurden Donnerstag, am ersten Trainingstag gefahren. Zwei weitere Trainings an den Folgetagen brachten aufgrund von Regenschauern keine Verbesserungen der Zeiten.

### Rennen
Das Rennen begann auf einer nassen Strecke, die nach den ersten Rennrunden jedoch zu trocknen begann, nachdem bei Rennbeginn keine weiteren Regenschauer über die Strecke niedergingen. Beim Start ging Moss im Maserati in Führung, Fangio verlor mehrere Plätze und fiel bis auf Position fünf zurück. Hinter Moss lagen Collins, Castellotti und Behra.
Bereits in der ersten Rennrunde überholte Fangio Behra, der den Anschluss an die Spitze nicht hielt und sich somit ein größerer Abstand zwischen den ersten vier Wagen und dem Rest des Feldes entwickelte. Mit Moss vor Collins, Castellotti und Fangio führte somit ein Maserati vor drei Ferraris. Moss beendete die erste Rennrunde mit einem Vorsprung von drei Sekunden auf Castellotti, der Collins überholte. Godia verunfallte und schied als erster Fahrer des Rennens aus.
In der zweiten Rennrunde baute Moss seinen Vorsprung auf die Ferraris auf fünf Sekunden aus, während dessen Fangio Collins überholte und somit auf Platz drei lag. Mit einem Getriebeschaden bei Gould schied der zweite Maserati aus. Fangio benötigte eine weitere Runde um auch Castellotti zu überholen. Auf Platz zwei liegend hatte er zu diesem Zeitpunkt des Rennens bereits sechs Sekunden Rückstand auf Moss.
In den nächsten zwei Rennrunden verringerte Fangio kontinuierlich den Rückstand zum Führenden Moss und überholte ihn in Runde fünf. Damit führte Fangio vor Moss, dahinter duellierten sich Collins und Castellotti um Platz drei, Behra überholte Schell beim Duell um Platz fünf und hinter den beiden duellierten sich Trintignant und Frère. Fangio baute seinen Vorsprung bis zur Runde zehn auf acht Sekunden aus.
In Runde zehn begann eine Reihe von Ausfällen das Klassement zu beeinflussen. Erst fiel Scotti in seinem einzigen Rennen aus, anschließend musste Castellotti wegen eines technischen Defekts an seinem Wagen aufgeben. Moss verlor an seinem Wagen ein Rad und drehte sich von der Strecke, wodurch Collins auf Platz zwei vorrückte und Ferrari eine Doppelführung innehatte. Moss verlor das Rad unmittelbar nach der Kurve Eau Rouge, was es ihm ermöglichte zur Box zurückzurennen und den Wagen von Perdisa zu übernehmen. Während auch Trintignant mit technischen Problemen ausschied, nahm Moss das Rennen auf Position sechs liegend wieder auf und hatte eine Runde Rückstand auf den Führenden Fangio.
In Runde 23 bekam Fangio an seinem Wagen Probleme mit der Kraftstoffübertragung und fiel in Führung liegend aus. Collins übernahm daraufhin zum ersten Mal in seiner Karriere die Führung und gab diese bis zum Rennende nicht mehr ab. Behra und Frère duellierten sich im letzten Renndrittel um Platz zwei, bis Behra Motorenprobleme bekam und auf Position sieben zurückfiel. Nachdem er Schell überholte, rückte Moss dadurch wieder auf Platz drei auf und erreichte im Wagen seines Teamkollegen Perdisas noch einen Podestplatz. Der Abstand auf die Führenden war jedoch zu groß, sodass er sie nicht mehr einholte.
Collins gewann somit sein erstes von insgesamt drei Formel-1-Rennen und bescherte Ferrari den zweiten Saisonsieg. Frère sicherte sich in seinem letzten Rennen Platz zwei und komplettierte damit einen Ferraridoppelsieg. Dahinter kam Moss auf Position drei ins Ziel, teilte sich die Punkte jedoch mit Perdisa.
Mit einer Runde Rückstand kam Schell auf Platz vier ins Ziel, für das britische Team Vanwall waren dies die ersten Punkte. Villoresi sicherte sich mit Platz fünf zwei Punkte, Moss bekam einen zusätzlichen Punkt für die schnellste Rennrunde.
Durch den Ausfall fiel Fangio in der Fahrerwertung auf Platz vier zurück, Behra verlor seine Führung und lag nach dem Rennen auf Platz drei. Collins und Moss hatten beide elf Punkte und führten zusammen die Fahrerwertung zur Saisonhalbzeit mit einem Punkt Vorsprung auf Behra an.

## Meldeliste
| Team                      | Nr. | Fahrer                | Chassis          | Motor           | Reifen |
| ------------------------- | --- | --------------------- | ---------------- | --------------- | ------ |
| Scuderia Ferrari          | 02  | Juan Manuel Fangio    | Ferrari D50      | Ferrari 2.5 V8  | E      |
| Scuderia Ferrari          | 04  | Eugenio Castellotti   | Ferrari D50      | Ferrari 2.5 V8  | E      |
| Scuderia Ferrari          | 06  | Paul Frère            | Ferrari D50      | Ferrari 2.5 V8  | E      |
| Scuderia Ferrari          | 08  | Peter Collins         | Ferrari D50      | Ferrari 2.5 V8  | E      |
| Scuderia Ferrari          | 20  | André Pilette         | Ferrari D50      | Ferrari 2.5 V8  | E      |
| Vandervell Products Ltd   | 08  | Maurice Trintignant   | Vanwall VW 56    | Vanwall 2.5 L4  | P      |
| Vandervell Products Ltd   | 12  | Harry Schell          | Vanwall VW 56    | Vanwall 2.5 L4  | P      |
| Scuderia Centro Sud       | 22  | Luigi Villoresi       | Maserati 250F    | Maserati 2.5 L6 | P      |
| Ecurie Rosier             | 24  | Louis Rosier          | Maserati 250F    | Maserati 2.5 L6 | P      |
| HH Gould                  | 26  | Horace Gould          | Maserati 250F    | Maserati 2.5 L6 | D      |
| Piero Scotti              | 08  | Piero Scotti          | Connaught Type B | Alta 2.5 L4     | P      |
| Officine Alfieri Maserati | 30  | Stirling Moss         | Maserati 250F    | Maserati 2.5 L6 | P      |
| Officine Alfieri Maserati | 32  | Jean Behra            | Maserati 250F    | Maserati 2.5 L6 | P      |
| Officine Alfieri Maserati | 34  | Cesare Perdisa        | Maserati 250F    | Maserati 2.5 L6 | P      |
| Officine Alfieri Maserati | 34  | Stirling Moss         | Maserati 250F    | Maserati 2.5 L6 | P      |
| Officine Alfieri Maserati | 36  | Francisco Godia-Sales | Maserati 250F    | Maserati 2.5 L6 | P      |
| Officine Alfieri Maserati | 38  | Mike Hawthorn         | Maserati 250F    | Maserati 2.5 L6 | P      |

Anmerkungen
1. 1 2  Perdisa fuhr den Wagen im Rennen 13 Runden, Moss 23 Runden.

## Klassifikationen

### Qualifying
| Pos. | Fahrer                | Konstrukteur | Zeit   | Start |
| ---- | --------------------- | ------------ | ------ | ----- |
| 01   | Juan Manuel Fangio    | Ferrari      | 4:09,8 | 01    |
| 02   | Stirling Moss         | Maserati     | 4:14,7 | 02    |
| 03   | Peter Collins         | Ferrari      | 4:15,3 | 03    |
| 04   | Jean Behra            | Maserati     | 4:16,7 | 04    |
| 05   | Eugenio Castellotti   | Ferrari      | 4:16,7 | 05    |
| 06   | Harry Schell          | Vanwall      | 4:19,0 | 06    |
| 07   | Maurice Trintignant   | Vanwall      | 4:22,8 | 07    |
| 08   | Paul Frère            | Ferrari      | 4:23,8 | 08    |
| 09   | Cesare Perdisa        | Maserati     | 4:35,7 | 09    |
| 10   | Louis Rosier          | Maserati     | 4:35,9 | 10    |
| 11   | Luigi Villoresi       | Maserati     | 4:37,7 | 11    |
| 12   | Piero Scotti          | Connaught    | 4:41,9 | 12    |
| 13   | Mike Hawthorn         | Maserati     | 4:48,9 | DNS   |
| 14   | Francisco Godia-Sales | Maserati     | 4:49,8 | 13    |
| 15   | Horace Gould          | Maserati     | 4:50,4 | 14    |
| 16   | André Pilette         | Ferrari      | 4:51,9 | 15    |

### Rennen
| Pos. | Fahrer                       | Konstrukteur | Runden | Stopps | Zeit       | Start | Schnellste Runde |
| ---- | ---------------------------- | ------------ | ------ | ------ | ---------- | ----- | ---------------- |
| 01   | Peter Collins                | Ferrari      | 36     |        | 2:40:00,3  | 03    |                  |
| 02   | Paul Frère                   | Ferrari      | 36     |        | + 1:51,3   | 08    |                  |
| 03   | Cesare Perdisa Stirling Moss | Maserati     | 36     |        | + 3:16,6   | 09    | 4:14,7           |
| 04   | Harry Schell                 | Vanwall      | 35     |        | + 1 Runde  | 06    |                  |
| 05   | Luigi Villoresi              | Maserati     | 34     |        | + 2 Runden | 11    |                  |
| 06   | André Pilette                | Ferrari      | 33     |        | + 3 Runden | 15    |                  |
| 07   | Jean Behra                   | Maserati     | 33     |        | + 3 Runden | 04    |                  |
| 08   | Louis Rosier                 | Maserati     | 33     |        | + 3 Runden | 10    |                  |
| –    | Juan Manuel Fangio           | Ferrari      | 23     |        | DNF        | 01    |                  |
| –    | Maurice Trintignant          | Vanwall      | 11     |        | DNF        | 07    |                  |
| –    | Eugenio Castellotti          | Ferrari      | 10     |        | DNF        | 05    |                  |
| –    | Stirling Moss                | Maserati     | 10     |        | DNF        | 02    |                  |
| –    | Piero Scotti                 | Connaught    | 10     |        | DNF        | 12    |                  |
| –    | Horace Gould                 | Maserati     | 2      |        | DNF        | 14    |                  |
| –    | Francisco Godia-Sales        | Maserati     | 0      | –      | DNF        | 13    | –                |
| DNS  | Mike Hawthorn                | Maserati     | –      | –      | –          | –     | –                |

## WM-Stand nach dem Rennen
Die ersten fünf bekamen 8, 6, 4, 3 bzw. 2 Punkte; einen Punkt gab es für die schnellste Runde. Es zählten nur die fünf besten Ergebnisse aus acht Rennen.

### Fahrerwertung
| Pos. | Fahrer                  | Konstrukteur | Punkte |
| ---- | ----------------------- | ------------ | ------ |
| 01   | Peter Collins           | Ferrari      | 11     |
| 02   | Stirling Moss           | Maserati     | 11     |
| 03   | Jean Behra              | Maserati     | 10     |
| 04   | Juan Manuel Fangio      | Ferrari      | 9      |
| 05   | Pat Flaherty            | Watson       | 8      |
| 06   | Paul Frère              | Ferrari      | 6      |
| 07   | Sam Hanks               | Kurtis Kraft | 6      |
| 08   | Luigi Musso             | Ferrari      | 4      |
| 09   | Mike Hawthorn           | Maserati     | 4      |
| 10   | Don Freeland            | Phillips     | 4      |
| 11   | Harry Schell            | Vanwall      | 3      |
| 12   | Johnnie Parsons         | Kurtis Kraft | 3      |
| 13   | Olivier Gendebien       | Ferrari      | 2      |
| 14   | Hernando da Silva Ramos | Gordini      | 2      |
| 15   | Dick Rathmann           | Kurtis Kraft | 2      |
| 16   | Cesare Perdisa          | Maserati     | 2      |
| 17   | Luigi Villoresi         | Maserati     | 2      |

| Pos. | Fahrer                | Konstrukteur | Punkte |
| ---- | --------------------- | ------------ | ------ |
| 18   | Chico Landi           | Maserati     | 1,5    |
| 19   | Gerino Gerini         | Maserati     | 1,5    |
| 20   | Eugenio Castellotti   | Ferrari      | 1,5    |
| 21   | Paul Russo            | Kurtis Kraft | 1      |
| 22   | André Pilette         | Gordini      | 0      |
| 23   | Élie Bayol            | Gordini      | 0      |
| 24   | Louis Rosier          | Maserati     | 0      |
| 25   | Horace Gould          | Maserati     | 0      |
| –    | Óscar González        | Maserati     | 0      |
| –    | Alberto Uria          | Maserati     | 0      |
| –    | Luigi Piotti          | Maserati     | 0      |
| –    | Carlos Menditéguy     | Maserati     | 0      |
| –    | José Froilán González | Maserati     | 0      |
| –    | Robert Manzon         | Gordini      | 0      |
| –    | Maurice Trintignant   | Vanwall      | 0      |
| –    | Piero Scotti          | Connaught    | 0      |
| –    | Francisco Godia-Sales | Maserati     | 0      |